# Магражданова, Анастасия Тимофеевна
Анастаси́я Тимофе́евна Магражда́нова (урождённая Верби́цкая; 14 апреля 1928, Меловский район — 6 сентября 2011) — советская работница сельского хозяйства, звеньевая совхоза, Герой Социалистического Труда.

## Биография
Родилась 14 апреля 1928 года в Меловском районе ныне Луганской области Украины в многодетной крестьянской семье.
В марте 1941 года с отцом и четырьмя сестрами переехала на постоянное место жительства в поселок Каменоломни Октябрьского района Ростовской области. В 1945 году начала трудовой путь в молочном совхозе «Горняк». В 1945—1946 годах работала в тракторной бригаде, а с 1946 года — звеньевая полеводческой бригады. В 1948 году Магражданова получила урожай пшеницы 32,2 центнера с гектара на площади 47,4 гектара.
В дальнейшем трудилась свинаркой на свиноферме этого же хозяйства. Затем несколько лет проработала санитаркой в детском отделении Центральной районной больницы, откуда и ушла на пенсию. В последнее время жила в поселке Каменоломни Октябрьского района Ростовской области.

## Награды
- Указом Президиума Верховного Совета СССР от 1 июня 1949 года за получение высоких урожаев пшеницы и люцерны при выполнении совхозом плана сдачи государству сельскохозяйственных продуктов в 1948 году и обеспеченности семенами всех культур в размере полной потребности для весеннего сева Вербицкой Анастасии Тимофеевне присвоено звание Героя Социалистического Труда с вручением ордена Ленина и золотой медали «Серп и Молот».
- Также награждена медалями.
- Почетный гражданин Октябрьского района Ростовской области[2].
- В апреле 2008 года Указом губернатора Ростовской области за большой вклад в социально-экономическое развитие донского региона и многолетний добросовестный труд Анастасии Тимофеевне Маграждановой объявлена Благодарность Главы Администрации (Губернатора)[3].
- В 2012 году имя А. Т. Маграждановой занесено на Доску почета Октябрьского района Ростовской области.